# Pteris puberula
Pteris puberula är en kantbräkenväxtart som beskrevs av Ren-Chang Ching. Pteris puberula ingår i släktet Pteris och familjen Pteridaceae. Inga underarter finns listade.